# Phelsuma klemmeri
Phelsuma klemmeri là một loài thằn lằn trong họ Gekkonidae. Loài này được Seipp mô tả khoa học đầu tiên năm 1991.

## Hình ảnh

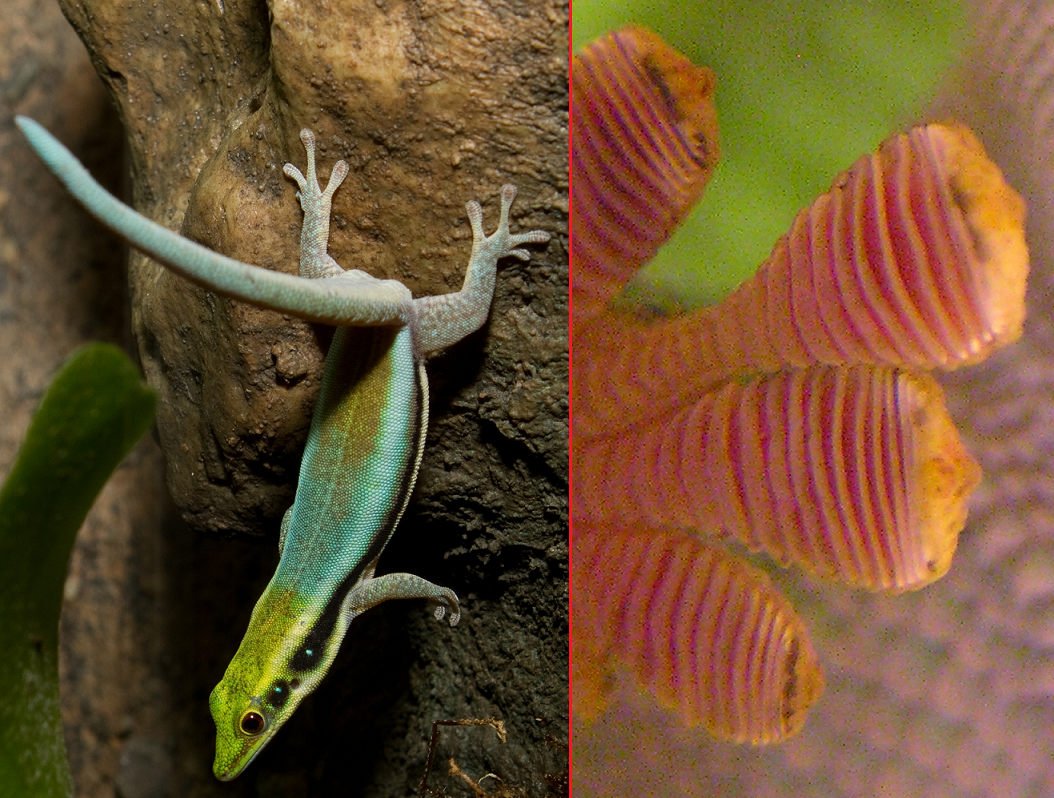